# Silezisch-Duits
Het Silezisch Duits of Silezisch (Silezisch Duits: Schläsch, soms ook: Schläsisch, Duits: Schlesisch) is een Duits dialect/taal, verwant aan het Thürings. Silezisch werd tot de aanleg van de Poolse Oder-Neisselinie in 1945 door ongeveer 7 miljoen inwoners van Silezië (vooral Neder-Silezië, westelijk en zuidelijk Opper-Silezië) en in delen van het aangrenzend Sudetenland (Braunau in Bohemen en het westelijke deel van het huidige Tsjechisch Silezië) gesproken.
Tegenwoordig is het in Polen en Tsjechië (met kleine uitzonderingen als Deutsch Krawarn) vrijwel geheel verdwenen door etnische zuiveringen en wordt het voornamelijk nog in het oosten van de deelstaat Saksen gesproken in Görlitz, hoewel het Lausitzer Duitse dialect niet direct aan het Silezische verwant is.
Enkele vooroorlogse dialecten binnen het Silezisch Duits waren:

- Gebirgsschlesisch
- Mittelschlesisch
- Neiderländisch
- Westschlesisch
- Südostschlesisch

Het Nordböhmisch (Duits-Noordboheems) behoorde slechts ten dele bij het Silezische dialect.

## Verwijzingen
1. ↑  Ethnologue
2. ↑  Ludwig Erich Schmitt (Hrsg.): Germanische Dialektologie. Franz Steiner, Wiesbaden 1968, p. 143